# براندان جيمس
براندان جيمس (بالإنجليزية: Brendan James)‏ هو مغن مؤلف ومغني أمريكي، ولد في 17 يوليو 1979 في ناشوا في الولايات المتحدة.

## وصلات خارجية
- الموقع الرسمي
- براندان جيمس على موقع ميوزك برينز (الإنجليزية)
- براندان جيمس على موقع أول ميوزيك (الإنجليزية)
- براندان جيمس على موقع ديسكوغز (الإنجليزية)